# كارولين ستانلي
كارولين ستانلي (بالإنجليزية: Caroline Stanley)‏ (16 مارس 1993 بالولايات المتحدة - ) هي لاعبة كرة قدم أمريكية في مركز حراسة المرمى. لعبت مع سكاي بلو وسياتل رين.

## وصلات خارجية
- كارولين ستانلي على موقع قاعدة بيانات كرة القدم.إي يو (الإنجليزية)
- كارولين ستانلي على موقع Soccerway.com (الإنجليزية)